# Mychajlo Drahomanov
Mychajlo Petrovyč Drahomanov (Ukrajinsky: Михайло Петрович Драгоманов; 3. září 1841 – 2. července 1895) byl ukrajinský politický teoretik, ekonom, historik, filozof, anarchista a etnograf. Narodil se do urozené rodiny kozáckého původu ve městě Haďači (Poltavský region). Drahomanov začal nejprve studovat doma, poté na škole v Haďači, na střední škole v Poltavě a nakonec na Kyjevské univerzitě. Byl strýcem básnířky Larysy Kosačové (Lesja Ukrajinka) a bratr Olhy Drahomanové-Kosačové (Olena Pčilková).
Učil na Kyjevské univerzitě od roku 1870 do 1875, ale kvůli represím byl nucen opustit Ruské impérium a emigrovat do Ženevy, kde pokračoval v politických, vzdělávacích a vydavatelských aktivitách. Během let 1885-95 působil jako profesor na univerzitě v Sofii. 

## Rodina
Byl bratrem spisovatelky a veřejné osobnosti Oleny Pčilky, strýcem básnířky Larysy Kosačové (Lesja Ukrajinka), fyzika Michajla Kosače a spisovatelky Oksany Drahomanové. 
Byl otcem ekonoma Svitozara Drahomanova, spisovatelky Lidie Šišmanové a malířky Ariadny Trušové a byl tchánem bulharského spisovatele a politika Ivana Šišmanova a malíře Ivana Truše.

## Politické postoje
Drahomanov napsal první systematický politický program pro ukrajinské národní hnutí. Definoval své politické přesvědčení jako „etický socialismus“ a jako teenager byl hluboce zaujat socialistickou literaturou.

### Anarchismus
Drahomanov nepřijímal marxistickou a sociálně-demokratickou orientaci kvůli strachu z centralizace a státní moci. Proto se zařadil mezi anarchisty. Podle jeho vize, by měl budoucí svět být složen z celků, které jsou vzájemně propojené a leží na stejných základech.